# Arnold Badjou
Arnold Badjou,  né le 25 juin 1909 à Laeken en Belgique et mort le 17 septembre 1994 dans la même commune, est un footballeur international belge.
Il a évolué comme gardien de but au Daring Club de Bruxelles et en équipe de Belgique. Il a été présélectionné pour les trois Coupes du monde de l'entre-deux-guerres.

## Palmarès
- International de 1930 à 1939 (34 sélections)
- Participation à la Coupe du monde 1930 (2 matches joués) et 1938 (1 match joué)
- Présélectionné à la Coupe du monde 1934 (mais il n'a pas joué)
- Champion de Belgique en 1936 et 1937 avec le Daring Club de Bruxelles
- Vainqueur de la Coupe de Belgique en 1935 avec le Daring Club de Bruxelles